# Henry Oscar
Henry Oscar (14 de julio de 1891 – 28 de diciembre de 1969) fue un actor teatral y cinematográfico de nacionalidad británica.
Nacido en Londres, Inglaterra, su verdadero nombre era Henry Wale. Inició su carrera en 1911 y, a lo largo de la misma, hizo numerosas interpretaciones en el cine, destacando de entre sus películas la de Alfred Hitchcock El hombre que sabía demasiado (1934), Las cuatro plumas (1939), Beau Brummell (1954) y Lawrence de Arabia (1962).
Oscar falleció en Londres en 1969.

## Selección de su filmografía
| - Red Ensign (1934) - El hombre que sabía demasiado (1934) - The Tunnel (1935) - Father O'Flynn (1935) - Me and Marlborough (1935) - The Case of Gabriel Perry (1935) - Dishonour Bright (1936) - The Man Behind the Mask (1936) - Spy of Napoleon (1936) - Love in Exile (1936) - Sensation (1936) - Fire Over England (1937) - Dark Journey (1937) - The Academy Decides (1937) - Who Killed John Savage? (1937) - The Terror (1938) - Luck of the Navy (1938) - Black Limelight (1939) - Las cuatro plumas (1939) - On the Night of the Fire (1939) - Dead Man's Shoes (1939) - Spies of the Air (1940) - Tilly of Bloomsbury (1940) - The Flying Squad (1940) - Two for Danger (1940) - Atlantic Ferry (1941) - Penn of Pennsylvania (1942) | - Hatter's Castle (1942) - The Day Will Dawn (1942) - Squadron Leader X (1943) - Mrs. Fitzherbert (1947) - The Upturned Glass (1947) - It Happened in Soho (1948) - The Greed of William Hart (1948) - Bonnie Prince Charlie (1948) - The Bad Lord Byron (1949) - The Man from Yesterday (1949) - The Black Rose (1950) - Beau Brummell (1954) - Diplomatic Passport (1954) - It's a Great Day (1955) - Portrait of Alison (1955) - Private's Progress (1956) - The Little Hut (1957) - The Spaniard's Curse (1958) - Web of Evidence (1959) - Oscar Wilde (1960) - Las novias de Drácula (1960) - Foxhole in Cairo (1960) - Lawrence de Arabia (1962) - The Long Ships (1964) - Murder Ahoy! (1964) - War-Gods of the Deep (1965) |